# 2007년 리그컵 결승전
리그컵 2007 결승전은 리그컵 2007의 우승팀을 가리기 위한 경기이다. 울산 현대 호랑이가 FC 서울을 2-1로 누르고 우승을 차지했다.